# Aura Garrido Sánchez
Aura Garrido Sánchez (Madrid, 29 de maig de 1989) és una actriu espanyola coneguda per les seves actuacions en les sèries de TV Ángel o demonio i el El ministerio del tiempo.

## Biografia
Nascuda en el si d'una família amb clara vocació artística, ja que el seu pare, Tomás Garrido, és compositor i director d'orquestra i la seva mare, Pilar Sánchez, pintora. Quan tan sols comptava amb quatre anys, va prendre les seves primeres classes de piano i poc després va començar a practicar ballet. Després de concloure els seus estudis de secundària es va matricular a la Real Escuela Superior de Arte Dramàtico on va cursar fins a tercer d'interpretació, especialitzant-se en interpretació textual, però va haver d'abandonar els estudis quan l'any 2010 va començar el rodatge de la pel·lícula Planes para mañana. Aquest paper li va valer la Biznaga de Plata a la millor actriu de repartiment i una nominació a millor actriu revelació en els Premis Goya entre moltes altres nominacions. Aquell mateix any va aconseguir també el seu primer paper principal en televisió amb el paper d'Esther en La peixera d'Eva de Telecinco.
Posteriorment es va centrar a la pantalla petita i va formar part dels elencs d'Ángel o demonio (2011), Crematorio (2011) i Imperium (2012).
Va tornar al cinema amb dos paper secundaris en Promoció fantasma (2012) de Javier Ruiz Caldera i El cos, (2012) òpera prima d'Oriol Paulo. L'any 2013 va estrenar Stockholm. La seva actuació va ser ben rebuda per la crítica i li va valer per ser nominada en la categoria de millor actriu en els Premis Goya, en els Premis Feroz, i en els Premis Forqué. Encara que no va tenir èxit en cap d'ells sí que va rebre el Premi Sant Jordi o la Medalla del Cercle d'Escriptors Cinematogràfics per aquest paper.
L'any 2014, de nou en televisió va participar en la miniserie Hermanos, i en Las aventuras del Capitán Alatriste encara que aquesta última no es va estrenar fins al 2015. Des d'aquest mateix any, és Amelia Folch en la sèrie de Televisió Espanyola El ministerio del tiempo.

## Filmografia

### Cinema
| Any  | Títol                   | Paper             | Notes                                                      |
| ---- | ----------------------- | ----------------- | ---------------------------------------------------------- |
| 2010 | Innocentes              | Adriana           | Protagonista                                               |
| 2010 | Planes para mañana      | Mónica            | Protagonista Nominació − Goya a la millor actriu revelació |
| 2011 | 5ºB Escala Dcha (curt)  | Sara              |                                                            |
| 2011 | Abkara (curt)           | Sofia             | Protagonista                                               |
| 2012 | Promoció fantasma       | Elsa              |                                                            |
| 2012 | El cos                  | Carla Miller      |                                                            |
| 2013 | Los ilusos              | Sofia             | Protagonista                                               |
| 2013 | Stockholm               | Ella              | Protagonista Nominació − Goya a la millor actriu           |
| 2013 | Viral                   | Lucía             | Protagonista                                               |
| 2014 | Asesinos inocentes      | Nuria Abreu       |                                                            |
| 2014 | Vulcania                | Martha            | Protagonista                                               |
| 2016 | La reconquista          |                   |                                                            |
| 2017 | La niebla y la doncella | Virginia Chamorro |                                                            |
| 2017 | La pell freda           | Aneris            |                                                            |
| 2018 | El aviso                | Lucía             |                                                            |
| 2018 | Solo                    | Ona               |                                                            |

### Televisió
| Any          | Títol                               | Paper          | Rol                        |
| ------------ | ----------------------------------- | -------------- | -------------------------- |
| 2009         | Física o química                    | Erica          | Secundària (4 episodis)    |
| 2009         | De repente, los Gómez               | Silvia         | Secundària (10 episodis)   |
| 2010         | La pecera de Eva                    | Esther         | Principal (30 episodis)    |
| 2011         | Ángel o demonio                     | Valeria        | Protagonista (22 episodis) |
| 2011         | Crematorio                          | Miriam Mullor  | Principal (8 episodis)     |
| 2012         | Imperium                            | Cora           | Principal (6 episodis)     |
| 2014-2015    | Las aventuras del Capitán Alatriste | Inés de Castro | Principal (13 episodis)    |
| 2014         | Hermanos                            | Pilar Yagüe    | Secundària (6 episodis)    |
| 2014         | La dama velata                      |                | Principal (13 episodis)    |
| 2015         | Víctor Ros                          | Lucía Alonso   | 1 episodi                  |
| 2015-present | El ministerio del tiempo            | Amelia Folch   | Paper Principal            |
| 2016         | El padre de Caín                    | Begoña         | Paper Principal. Minisèrie |

## Teatre
- Quan expliqui fins a 3, de Juan Carlos Fresnadillo i Jesús del Valle. Dir.: Sonia Sebastian. Microteatro per Calle 13 (2012)
- Hivern al Barri Roig, d'Adam Rapp. Dir.: Marta Etura. Teatre Español (2013)